# クロンチョン

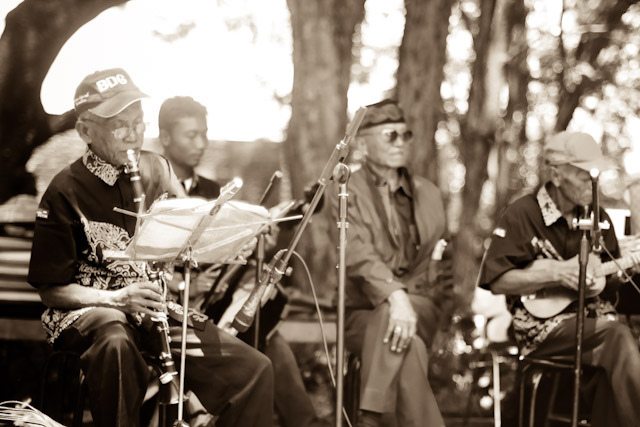
クロンチョンの演奏の様子

クロンチョン（Kroncong）は、インドネシアを代表する大衆音楽のジャンルである。演奏は、男性・女性歌手に伴奏楽器としてフルート、ヴァイオリン、チェロ、ギター、ベース、チャッ、チュッ（弦3本の小型ギター）が加わり、打楽器は使用されず、弦楽器だけでリズムを作るのが特徴である。欧米や東アジアのポピュラー音楽が存在感を増しつつある今日のインドネシアの大衆音楽界においても、クロンチョンの人気は依然として高い。

## 起源と流行
クロンチョンの起源は、16世紀、インドネシアの主だった島々がポルトガルに支配されていたころにまでさかのぼるといわれている。世界のポピュラー音楽に詳しい中村とうようによると、インドネシアの島々に来航したポルトガル船に搭乗していた船員たち（ポルトガル人、アフリカ人、アラビア人ら）の音楽が伝えられ、そこに当時のインドネシアに固有の伝統音楽の要素が取り入れられて、混交音楽としてのクロンチョンが生み出されたという。
また、インドネシア研究者である土屋健治によると、クロンチョンは、インドネシアがオランダの植民地（オランダ領東インド）となっていた19世紀末のバタヴィア（現在の首都ジャカルタ）で流行し、20世紀になると大衆演劇にも取り入れられ、その巡業のネットワークにのって各地へと広がった。そして1920年代後半にラジオ放送がさかんになると、その電波にのってクロンチョンはさらに全国へと広がっていった。
クロンチョンの作者としては、のちにインドネシアの国歌となる「インドネシア・ラヤ」を作曲したワゲ・ルドルフ・スプラットマン（Wage Rudolf Supratman、1903年-1937年）、愛国歌「ハロ・ハロ・バンドゥン」などを作曲したイスマイル・マルズキ（Ismail Marzuki、1914年-1958年）、そして日本でも有名となった「ブンガワン・ソロ」を作曲したグサン・マルトハルトノ（後述）らがいる。

## ブンガワン・ソロ
「ブンガワン・ソロ Bengawan Solo」は、インドネシア・ジャワ島中部を流れる「ソロ川」を意味するが、クロンチョンの代表曲のタイトルでもある（なお河川のソロ川は、全長540キロメートル、流域面積は1万5000平方キロメートル、ジャワ島で最長の川である）。このソロ川は雨季には水があふれるが、乾季にはほとんど枯渇してしまう。クロンチョン「ブンガワン・ソロ」では、その自然の不思議さとともに、そこで生きる人々の故郷への想いがうたわれている。
この曲を作ったのはグサン・マルトハルトノ（Gesang Martohartono、1917年10月1日-2010年5月20日）である。グサンは中部ジャワ・ソロ（スラカルタ）出身で、10代のころからクロンチョン楽団で活動し、自らも多数のクロンチョン曲を作った。ブンガワンソロは23歳のときに作詞・作曲し、国民的愛唱歌となった。
第二次大戦中はグサンも日本軍の慰問団に加わりジャワ島各地を回り、日本兵にも大変愛された。そのため曲自体は日本でも以前からよく知られており、1948年には歌詞を日本語に訳して松田トシが歌うレコードが出ている。これが大ヒットし、南国歌謡ブームを巻き起こした。ただその際に作曲者名にクレジットがなかったので「作者不詳」などと表記されることが多かった。ところが、戦時中にジャワに駐在していた日本人でグサンのことを知る者がおり、のちに日本でもこの作曲者のことが知られるようになった。1990年8月に来日初公演をおこなった。
ブンガワン・ソロを主題歌に1951年、市川崑監督による同名の映画『ブンガワンソロ』も製作され、1949年の黒澤明監督映画『野良犬 (1949年の映画)』では刑事が犯人を捜して闇市を彷徨うシーンの挿入歌として使われた。曲は美空ひばりや小林旭、都はるみなど多くの歌手がカバーしている。
グサン作曲の代表曲をあげると以下のとおり。
- 「ブンガワン・ソロ Bengawan Solo」-- 乾期のソロ川の岸辺でにわかに曲想を得て作ったという。ソロ川の源から海に至る流れと歴史の流れを重ねた曲。
- 「ジュンバタン・メラ Jembatan merah」-- 「赤い橋」の意。スラバヤにある橋の名。去って行った人をここで待ち続けるという曲。
- 「サプ・タンガン Sapu tangan」-- 「ハンカチ」の意。去って行った人の残したハンカチに過ぎし日を偲ぶ。
- 「ティルトナディ Tirtonadi」-- 現在はソロバラパン駅北のバスターミナルが、かつてティルトナディ庭園があった所。庭園の美しさを歌った曲。

## 関連文献
- 田子内進「植民地期インドネシアにおけるラジオ放送の開始と音楽文化 ――『NIROM の声』が描く音楽文化――」『東南アジア研究』第44巻第2号、京都大学東南アジア地域研究研究所、2006年、145-203頁、2021年4月3日閲覧。